# Martisberg
Martisberg fue una comuna suiza del cantón del Valais, ubicada en el distrito de Raroña oriental. Limitaba al norte y al este con la comuna de Lax, al sur con Grengiols, y al oeste con Betten.
La comuna de Martisberg era una de la menos pobladas de toda Suiza.
El 1 de junio de 2014 se fusionó con Betten para formar la actual comuna de Bettmeralp.